# La Huerta, Maravatío
La Huerta är en ort i Mexiko.   Den ligger i kommunen Maravatío och delstaten Michoacán de Ocampo, i den sydöstra delen av landet, 130 km väster om huvudstaden Mexico City. La Huerta ligger 2 191 meter över havet och antalet invånare är 586.
Terrängen runt La Huerta är kuperad. Runt La Huerta är det ganska tätbefolkat, med 96 invånare per kvadratkilometer. Närmaste större samhälle är Maravatío, 17,2 km väster om La Huerta. I omgivningarna runt La Huerta växer huvudsakligen savannskog.